# Operación Westindien
La operación Westindien fue una operación militar de los submarinos alemanes en el mar Caribe del 16 de febrero hasta finales de marzo de 1942 que tenía por objetivo destruir los buques cargados con petróleo venezolano que llegaban a las refinerías de Aruba, Curazao y Trinidad, y así cortar el suministro de combustible a Canadá, Estados Unidos y el Reino Unido.

## Hechos
En 1940, ante la caída de los Países Bajos a manos de la Alemania nazi, los británicos ocupan Curazao y los franceses Aruba. En 1942 las refinerías de petróleo en las colonias holandesas Aruba, Curazao y la británica Trinidad (actual Trinidad y Tobago) eran vitales para procesar el petróleo proveniente de los campos del Lago de Maracaibo, Venezuela. Canadá dependía fuertemente de este petróleo así como Estados Unidos e Inglaterra. El Lago de Maracaibo durante el conflicto suministraba al mundo grandes cantidades de petróleo desde sus plataformas de producción. Canadá recibía el 70% de su petróleo y combustible de dicho lago. Casi todo el petróleo proveniente del lago, llegaba a Aruba y Curazao para ser refinado. Cuando esto no era posible se refinaba en Trinidad. Una vez refinado, los derivados se transportaban a EE. UU., Gran Bretaña o Canadá. La Real Fuerza Aérea británica, necesitaba desesperadamente combustible de alto octanaje refinado en Aruba. En promedio, 500.000 barriles llegaban a Aruba y Curazao cada cuatro días desde los terminales petroleros del Lago. Después que los submarinos alemanes hundieran nueve cargueros, esta cifra bajó a 115.000 barriles.
Para los alemanes, era una oportunidad desperdiciada de poder cortar el suministro de combustible de los Aliados, lo cual tendría un impacto duradero en la guerra. Hacia de enero de 1942, en la Francia ocupada, cinco submarinos alemanes habían partido de sus bases en Lorient (Bretaña). Sus capitanes, con más de cinco años de experiencia, dirigieron la flotilla a través del Atlántico con inteligencia y severidad.
Antes de partir, los submarinos se habían preparado para el trópico, y aunque sus tripulantes desconocían su destino exacto, para el U-156 que acababa de terminar una patrulla invernal en aguas nórdicas fue un alivio. Además la ruta que los traía al sur del Caribe les dio oportunidad de pescar, disfrutar el sol en cubierta, ducharse todos los días, no comer enlatados e incluso escoger los menús por mayoría. Un desayuno preferido era peces voladores fritos capturados durante los turnos en cubierta
Hundir los cargueros fue fácil, lo difícil fue encontrarlos. El balance de la Operación Westindien fue que submarinos Tipo IX C de la Armada alemana torpedearon los tanqueros Pedernales y Arkansas, y hundieron el San Nicolás, el Tía Juana, el San Rafael, Oranjestad, Rafaela, y el Monagas, este último de bandera venezolana. Asimismo, bombardearon la refinería de Aruba, causándole leves daños.

## Nota de condena
Luego del hundimiento del Monagas en el golfo de Venezuela el 16 de febrero de 1942, el gobierno nacional presidido por el general Isaías Medina Angarita envió una nota de protesta a través de la delegación diplomática en Berna (Suiza), que el gobierno alemán no aceptó a pesar de ser Venezuela un país neutral en el conflicto. Ya Venezuela había roto relaciones diplomáticas desde diciembre de 1941 con los países del Eje (Alemania, Japón e Italia). Estos hechos trajeron como consecuencia algunas acciones gubernamentales tales como el congelamiento de los bienes de ciudadanos alemanes radicados en Venezuela y la restricción de las actividades económicas de estos grupos al interior del país.
Se logró, por medio de investigaciones detener por lo menos a 800 ciudadanos de nacionalidad alemana que tenían actividades de apoyo al partido nazi. Se los confinó en cárceles en Lara, Mérida y Trujillo. Por otro lado se clausuró el Colegio Alemán de Caracas luego de comprobarse que tenía actividades pro-nazis.